# Deutz MTZ 220
Der Deutz MTZ 220 ist ein Schlepper, den Humboldt-Deutz von 1932 bis 1934 als Nachfolger für den MTZ 120 herstellte. Zu dieser Zeit gab es eine hohe Nachfrage nach stärkeren Zugmaschinen und so steigerte Deutz die Leistung durch Erhöhung der Drehzahl und Einspritzmenge. Der Schlepper war genau wie sein Vorgänger sowohl für den Einsatz auf der Straße als auch auf dem Acker konzipiert. Darüber hinaus verfügt der MTZ 220 über eine Riemenscheibe, mit der Dreschmaschinen, Häcksler und ähnliche Maschinen angetrieben werden können.
Der liegend eingebaute Zweizylinder-Dieselmotor mit 5722 cm³ Hubraum leistet 30 PS und wird mit Wasser gekühlt. Das Getriebe hat drei Vorwärtsgänge und einen Rückwärtsgang. Auf Wunsch konnte der MTZ 220 mit Schwungradanlasser bestellt werden.